# Azerbajdzsán hadereje
Az Azerbajdzsáni Fegyveres Erők (azeriül: Azərbaycan Silahlı Qüvvələri) 1991. október 9-én alakult meg a szovjet negyedik hadsereg fegyverzetének és infrastruktúrájának bázisán. Három haderőnem alkotja: szárazföldi erők, légierő és légvédelmi csapatok, valamint a haditengerészet. Az ország fegyveres védelmében további szervezetek is részt vesznek, így például a belügyminisztérium alárendeltségébe tartozó Belügyi Csapatok és Határőr Csapatok, utóbbi kötelékébe tartozik a Parti Őrség.

## Azerbajdzsán haderejének néhány összefoglaló adata
Az azeri katonai kiadások a 2000-es évek végétől intenzíven emelkedni kezdtek, a 2007-es értékhez képest 2012-re háromszorosára emelkedtek. A növekvő földgáz- és kőolajexportból származó bevételek, valamint az Iránnal és Örményországgal meglévő feszült viszony miatt Azerbajdzsán látványos és intenzív fegyverkezési programot indított, önálló védelmi ipar megteremtése is céljai között szerepel. Törökországgal és Izraellel erős védelmi kapcsolatokat építettek ki.
- Katonai költségvetés: 3,1 milliárd amerikai dollár, a GDP 6,2%-a 2012-ben.
- Teljes személyi állomány: 126 400 fő
- Szolgálati idő: 17 hónap
- Tartalékos: kb. 300 000 fő
- Mozgósítható lakosság: 1 961 973 fő, melyből katonai szolgálatra  1 314 955 fő alkalmas 2005-ben.

## Szárazföldi erő: 62 000 fő

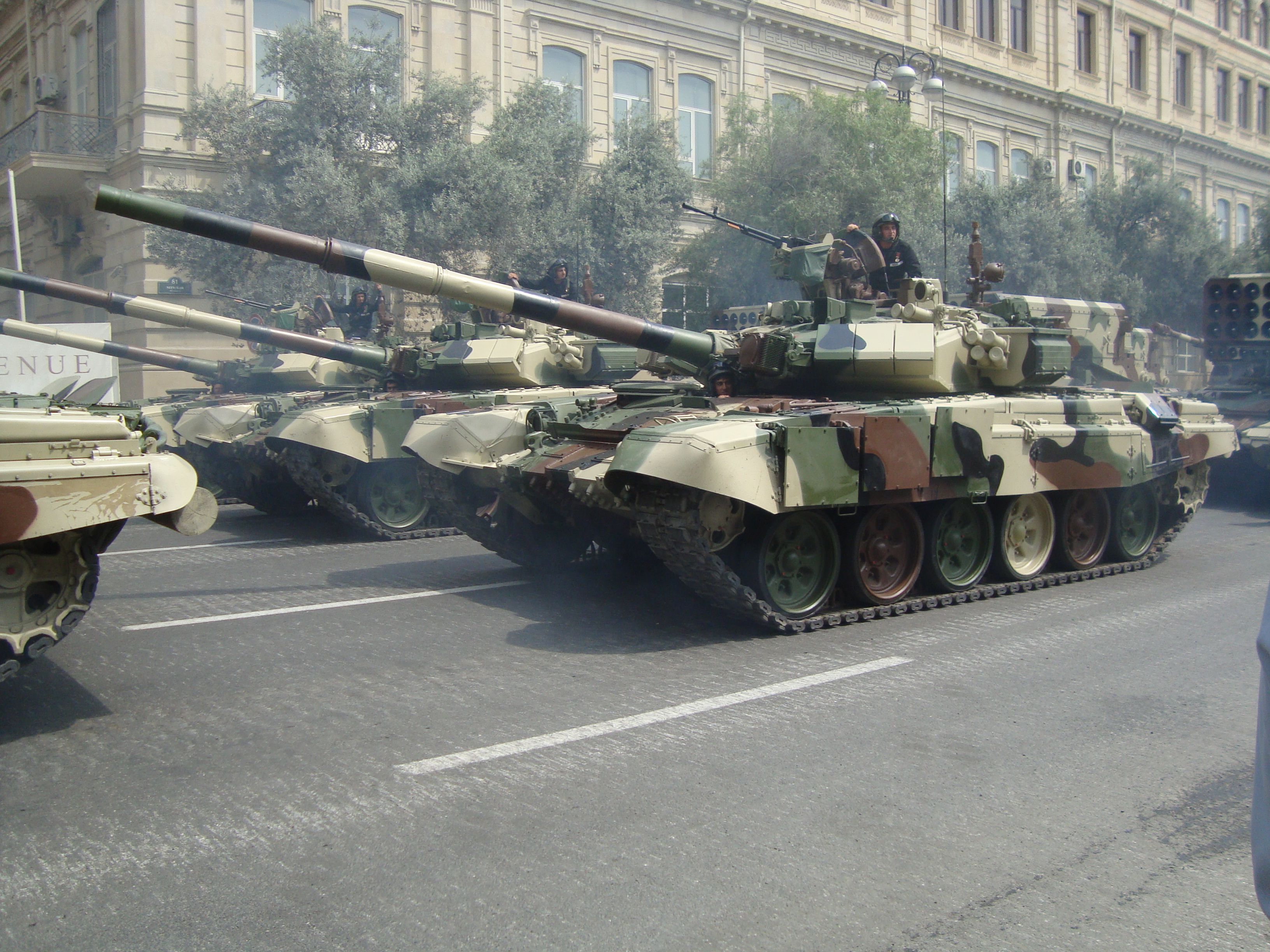
Azeri T–90 harckocsi

Állomány:
- 4 hadtest törzs
- 22 gépesített lövész dandár
- 2 tüzér dandár
- 1 páncélozott tüzér ezred

### Fegyverzet
Azerbajdzsán 1997-ben 274 db nehéz harckocsival rendelkezett:
- 150 db T–72
- 124 db T–55

Ez a szám 2003-ra 259-re csökkent:
- 136 db T–72
- 123 db T–55

Páncélozott harcjárművek:
Azerbajdzsán 2003-ban 513 páncélozott harcjárművel rendelkezett:
- 114 db BMP–1
- 96 db BMP–2
- 4 db BMP–3
- 41 db BMD–1
- 23 db BRM–1
- 25 db BTR–60
- 28 db BTR–70
- 11 db BTR–80
- 196 db MT–LB

Tüzérségi eszközök:
- 191 db D–30 122 mm-es tarack
- 30 db D–20 152 mm-es
- 20 db 2A36 152 mm-es
- 14 db 2S1 122 mm-es
- 40 db BM–21 Grad 122 mm-es rakéta-sorozatvető
- 18 db 9A52 300 mm-es "Smerch" sorozatvető
- 72 db MT–12 100 mm-es "Rapira"
- 36 db M–46 130 mm-es
- 23 db PM–38 130 mm-es
- kb. 40 db légvédelmi rakéta (2K11 Krug, 9K33 Osza, 9K35 Sztrela–10)

## Légierő, légvédelem: 7900 fő
Állománya 2002-ben:
- 4 db Szu–17 vadászrepülőgép
- 21 db Szu–24 vadászbombázó repülőgép
- 12 db Szu–25 csatarepülőgép
- 18 db MiG–21 vadászrepülőgép
- 33 db MiG–25
- 5 db MiG–25RB
- 11 db MiG–25PD
- 10 db Tu–16 közepes bombázó
- 14 db MiG–25RB

Kiképző gépek:
- 18 db L–29 Delfín
- 12 db L–39ZO Albatros
- 8 db MiG–25U

Helikopterek:
- 13 db Mi–8 szállító helikopter
- 7 db Mi–2 szállító helikopter
- 40 db Mi–24 harci helikopter

Szállítók:
- 3 db Il–76 szállító repülőgép
- 1 db An–24 szállító repülőgép
- 1 db An–12 szállító repülőgép
- 1 db Tu–134A szállító repülőgép

## Haditengerészet: 2 200 fő
Hadihajók:
Hajóállomány:
- 6 db járőr és partvédelmi hajó
- 5 db aknarakó-szedő hajó
- 2 db deszanthajó
- 3 db vegyes

## Félkatonai erők
- milicia: 10 000 fő
- határőr: 5 000 fő